# Jardinier vert
Ailuroedus crassirostris
Espèce
Statut de conservation UICN

 LC  : Préoccupation mineure
Le Jardinier vert (Ailuroedus crassirostris), aussi appelé Oiseau-chat à bec épais, est une espèce d'oiseaux jardiniers trouvé en Australie.

## Description
Il a un plumage vert émeraude avec de plumes noires sur la tête et des marques blanches sur le cou.

## Distribution
Frange côtière du sud-est de l’Australie, du sud-est du Queensland (site de Dawes) au sud-est de la Nouvelle Galles du Sud (région de Canberra).

## Habitat
L’oiseau-chat vert habite les forêts subtropicales humides et leurs lisières, les forêts d’eucalyptus (Eucalyptus) et autres zones boisées, les vergers et les jardins (0-1000 m). Il privilégie les abords des cours d’eau pour la nidification (Frith & Frith 2009).

## Alimentation
Elle consiste essentiellement en fruits (surtout des figues), fleurs, feuilles, tiges de plantes succulentes et petits animaux (surtout des arthropodes), grenouilles arboricoles et oisillons. Un individu a été observé en train de prélever un poussin dans un nid de rhipidure roux (Rhipidura rufifrons). Le régime des jeunes est similaire mais les petits animaux sont remplacés par des insectes (Frith & Frith 2008, 2009).
Ottaviani (2014) apporte des informations complémentaires, photos à l’appui, avec un individu collectant une baie jaune et l’autre mâchonnant une feuille, tous deux exploitant la même plante grimpante Melodinus australis, apocynacée. La figue consommée par un troisième spécimen relève de l’espèce Ficus rubiginosa, moracée. Un dernier individu a prélevé un fruit de Litsea reticulata, lauracée.

## Voix
Son cri, qui rappelle le miaulement d’un chat, peut être entendu à toute heure de la journée. On raconte que cet appel a aussi été comparé aux pleurs d’un petit enfant et a même souvent prêté à confusion dans cette région boisée du sud-est australien (Ottaviani 2014).

## Parade nuptiale
L’un des premiers documents revient à Gwynne (in Marshall 1954) qui observa une partie de la parade nuptiale en octobre dans les forêts situées au sud de Sydney. Là, il observa un oiseau en chasser un autre en bordure de forêt, les deux partenaires ne cessant d’émettre leurs miaulements. Après une poursuite dans les arbres, ils se perchèrent silencieusement chacun de son côté, se lissèrent les plumes puis reprirent leur bruyante course-poursuite.

## Nidification
Le nid est généralement placé dans la fourche d’un arbre typiquement situé dans le sous-bois dense où les frondaisons se mêlent à la végétation des vignes grimpantes et des fougères épiphytes. Il consiste en une assise de tiges et de rameaux sur laquelle repose une coupe profonde et compacte de feuilles mortes et de quelques tiges de vigne avec un revêtement interne de fibres de bois et de fougères mêlées à de fines vrilles et radicelles de vignes. Il contient de un à trois œufs uniformément chamois mais la ponte régulière (84% sur 87 pontes) est de deux œufs. L’incubation dure 23 ou 24 jours et la période de nourrissage au nid 21 jours (Frith & Frith 2008, 2009).